# Giro d’Italia 2021/15. Etappe
Die 15. Etappe des Giro d’Italia 2021 führte am 23. Mai 2021 über 147 Kilometer von Grado nach Gorizia. Teile der Etappe durchquerten Slowenien.
Sieger wurde der ehemalige Stundenweltrekordler Victor Campenaerts (Qhubeka Assos) im Zweiersprint vor Oscar Riesebeek (Alpecin-Fenix). Es folgte mit sieben Sekunden Rückstand Nikias Arndt (Team DSM). Egan Bernal kam mit einem Rückstand von 17:21 Minuten im Hauptfeld im Ziel an und verteidigte die Maglia Rosa.
Nach zwei Kilometern stürzten mindestens 15 Fahrer und das Rennen wurde für ca. 30 Minuten neutralisiert. Jos van Emden (Jumbo-Visma), Natnael Berhane (Cofidis, Solutions Crédits), Ruben Guerreiro (EF Education-Nippo) und der bisherige Gesamtsechste Emanuel Buchmann (Bora-hansgrohe) mussten den Giro d’Italia infolge dieses Massensturzes aufgeben. Nach dem Neustart setzte sich eine 15-köpfige Spitzengruppe ab, deren Mitglieder die ersten 15 Plätze der Etappe belegten. 22 Kilometer vor dem Ziel konnten sich Campenaerts und Riesebeek zusammen mit Albert Torres (Movistar Team) aus dieser Gruppe absetzen. Torres fiel an der letzten Bergwertung 16,5 Kilometer vor dem Ziel wieder zurück.

## Ergebnis
| \| Etappenergebnis \| Etappenergebnis \| Etappenergebnis \| Etappenergebnis \| Etappenergebnis \| \| Fahrer \| Fahrer \| Land \| Team \| Zeit \| \| --------------- \| ------------------ \| --------------- \| ---------------------------------- \| --------------- \| \| 1. \| Victor Campenaerts \| Belgien \| Qhubeka Assos \| 3 h 25 min 25 s \| \| 2. \| Oscar Riesebeek \| Niederlande \| Alpecin-Fenix \| + 0 s \| \| 3. \| Nikias Arndt \| Deutschland \| Team DSM \| + 7 s \| \| 4. \| Simone Consonni \| Italien \| Cofidis \| + 7 s \| \| 5. \| Quinten Hermans \| Belgien \| Intermarché-Wanty-Gobert Matériaux \| + 7 s \| \| 6. \| Dario Cataldo \| Italien \| Movistar Team \| + 7 s \| \| 7. \| Bauke Mollema \| Niederlande \| Trek-Segafredo \| + 9 s \| \| 8. \| Albert Torres \| Spanien \| Movistar Team \| + 44 s \| \| 9. \| Sebastián Molano \| Kolumbien \| UAE Team Emirates \| + 1 min 02 s \| \| 10. \| Max Walscheid \| Deutschland \| Qhubeka Assos \| + 1 min 02 s \| |                    |             |                                    |                 |
| |                    |             |                                    |                 |
| Quelle: ProCyclingStats |                    |             |                                    |                 |
| Etappenergebnis |                    |             |                                    |                 |
| Fahrer | Fahrer             | Land        | Team                               | Zeit            |
| 1. | Victor Campenaerts | Belgien     | Qhubeka Assos                      | 3 h 25 min 25 s |
| 2. | Oscar Riesebeek    | Niederlande | Alpecin-Fenix                      | + 0 s           |
| 3. | Nikias Arndt       | Deutschland | Team DSM                           | + 7 s           |
| 4. | Simone Consonni    | Italien     | Cofidis                            | + 7 s           |
| 5. | Quinten Hermans    | Belgien     | Intermarché-Wanty-Gobert Matériaux | + 7 s           |
| 6. | Dario Cataldo      | Italien     | Movistar Team                      | + 7 s           |
| 7. | Bauke Mollema      | Niederlande | Trek-Segafredo                     | + 9 s           |
| 8. | Albert Torres      | Spanien     | Movistar Team                      | + 44 s          |
| 9. | Sebastián Molano   | Kolumbien   | UAE Team Emirates                  | + 1 min 02 s    |
| 10. | Max Walscheid      | Deutschland | Qhubeka Assos                      | + 1 min 02 s    |

## Gesamtstände
| \| Gesamtwertung \| Gesamtwertung \| Gesamtwertung \| Gesamtwertung \| Gesamtwertung \| \| Fahrer \| Fahrer \| Land \| Team \| Zeit \| \| ------------- \| ---------------------- \| ---------------------- \| --------------------- \| ---------------- \| \| 1. \| Egan Bernal \| Kolumbien \| Ineos Grenadiers \| 62 h 13 min 33 s \| \| 2. \| Simon Yates \| Vereinigtes Königreich \| BikeExchange \| + 1 min 33 s \| \| 3. \| Damiano Caruso \| Italien \| Bahrain Victorious \| + 1 min 51 s \| \| 4. \| Alexander Wlassow \| Russland \| Astana-Premier Tech \| + 1 min 57 s \| \| 5. \| Hugh Carthy \| Vereinigtes Königreich \| EF Education-Nippo \| + 2 min 11 s \| \| 6. \| Giulio Ciccone \| Italien \| Trek-Segafredo \| + 3 min 03 s \| \| 7. \| Remco Evenepoel \| Belgien \| Deceuninck-Quick Step \| + 3 min 52 s \| \| 8. \| Daniel Felipe Martínez \| Kolumbien \| Ineos Grenadiers \| + 3 min 54 s \| \| 9. \| Romain Bardet \| Frankreich \| Team DSM \| + 4 min 31 s \| \| 10. \| Tobias Foss \| Norwegen \| Jumbo-Visma \| + 5 min 37 s \| |                        |                        |                       |                  |
| |                        |                        |                       |                  |
| Quelle: ProCyclingStats |                        |                        |                       |                  |
| Gesamtwertung |                        |                        |                       |                  |
| Fahrer | Fahrer                 | Land                   | Team                  | Zeit             |
| 1. | Egan Bernal            | Kolumbien              | Ineos Grenadiers      | 62 h 13 min 33 s |
| 2. | Simon Yates            | Vereinigtes Königreich | BikeExchange          | + 1 min 33 s     |
| 3. | Damiano Caruso         | Italien                | Bahrain Victorious    | + 1 min 51 s     |
| 4. | Alexander Wlassow      | Russland               | Astana-Premier Tech   | + 1 min 57 s     |
| 5. | Hugh Carthy            | Vereinigtes Königreich | EF Education-Nippo    | + 2 min 11 s     |
| 6. | Giulio Ciccone         | Italien                | Trek-Segafredo        | + 3 min 03 s     |
| 7. | Remco Evenepoel        | Belgien                | Deceuninck-Quick Step | + 3 min 52 s     |
| 8. | Daniel Felipe Martínez | Kolumbien              | Ineos Grenadiers      | + 3 min 54 s     |
| 9. | Romain Bardet          | Frankreich             | Team DSM              | + 4 min 31 s     |
| 10. | Tobias Foss            | Norwegen               | Jumbo-Visma           | + 5 min 37 s     |

| Punktewertung | Punktewertung     | Punktewertung | Punktewertung                      | Punktewertung |
| Fahrer        | Fahrer            | Land          | Team                               | Punkte        |
| ------------- | ----------------- | ------------- | ---------------------------------- | ------------- |
| 1.            | Peter Sagan       | Slowakei      | Bora-Hansgrohe                     | 135 P.        |
| 2.            | Davide Cimolai    | Italien       | Israel Start-Up Nation             | 113 P.        |
| 3.            | Fernando Gaviria  | Kolumbien     | UAE Team Emirates                  | 110 P.        |
| 4.            | Elia Viviani      | Italien       | Cofidis                            | 86 P.         |
| 5.            | Dries De Bondt    | Belgien       | Alpecin-Fenix                      | 51 P.         |
| 6.            | Edoardo Affini    | Italien       | Jumbo-Visma                        | 50 P.         |
| 7.            | Umberto Marengo   | Italien       | Bardiani CSF Faizanè               | 45 P.         |
| 8.            | Matteo Moschetti  | Italien       | Trek-Segafredo                     | 44 P.         |
| 9.            | Francesco Gavazzi | Italien       | Eolo-Kometa                        | 42 P.         |
| 10.           | Andrea Pasqualon  | Italien       | Intermarché-Wanty-Gobert Matériaux | 41 P.         |

| Bergwertung | Bergwertung       | Bergwertung | Bergwertung       | Bergwertung |
| Fahrer      | Fahrer            | Land        | Team              | Punkte      |
| ----------- | ----------------- | ----------- | ----------------- | ----------- |
| 1.          | Geoffrey Bouchard | Frankreich  | AG2R Citroën Team | 96 P.       |
| 2.          | Egan Bernal       | Kolumbien   | Ineos Grenadiers  | 57 P.       |
| 3.          | Bauke Mollema     | Niederlande | Trek-Segafredo    | 53 P.       |
| 4.          | Lorenzo Fortunato | Italien     | Eolo-Kometa       | 40 P.       |
| 5.          | Dries De Bondt    | Belgien     | Alpecin-Fenix     | 30 P.       |
| 6.          | Kobe Goossens     | Belgien     | Lotto-Soudal      | 26 P.       |
| 7.          | Giulio Ciccone    | Italien     | Trek-Segafredo    | 20 P.       |
| 8.          | Francesco Gavazzi | Italien     | Eolo-Kometa       | 17 P.       |
| 9.          | Alessandro Covi   | Italien     | UAE Team Emirates | 17 P.       |
| 10.         | Vincenzo Albanese | Italien     | Eolo-Kometa       | 16 P.       |

| Nachwuchswertung | Nachwuchswertung       | Nachwuchswertung | Nachwuchswertung      | Nachwuchswertung |
| Fahrer           | Fahrer                 | Land             | Team                  | Zeit             |
| ---------------- | ---------------------- | ---------------- | --------------------- | ---------------- |
| 1.               | Egan Bernal            | Kolumbien        | Ineos Grenadiers      | 62 h 13 min 33 s |
| 2.               | Alexander Wlassow      | Russland         | Astana-Premier Tech   | + 1 min 57 s     |
| 3.               | Remco Evenepoel        | Belgien          | Deceuninck-Quick Step | + 3 min 52 s     |
| 4.               | Daniel Felipe Martínez | Kolumbien        | Ineos Grenadiers      | + 3 min 54 s     |
| 5.               | Tobias Foss            | Norwegen         | Jumbo-Visma           | + 5 min 37 s     |
| 6.               | Attila Valter          | Ungarn           | Groupama-FDJ          | + 7 min 49 s     |
| 7.               | João Almeida           | Portugal         | Deceuninck-Quick Step | + 8 min 32 s     |
| 8.               | Lorenzo Fortunato      | Italien          | Eolo-Kometa           | + 28 min 33 s    |
| 9.               | Alessandro Covi        | Italien          | UAE Team Emirates     | + 44 min 14 s    |
| 10.              | Einer Rubio            | Kolumbien        | Movistar Team         | + 46 min 52 s    |

| Mannschaftswertung | Mannschaftswertung    | Mannschaftswertung     | Mannschaftswertung |
| Team               | Team                  | Land                   | Zeit               |
| ------------------ | --------------------- | ---------------------- | ------------------ |
| 1.                 | Trek-Segafredo        | Vereinigte Staaten     | 86 h 43 min 31 s   |
| 2.                 | Ineos Grenadiers      | Vereinigtes Königreich | + 10 min 12 s      |
| 3.                 | Movistar Team         | Spanien                | + 14 min 53 s      |
| 4.                 | Team BikeExchange     | Australien             | + 18 min 16 s      |
| 5.                 | Team DSM              | Deutschland            | + 19 min 33 s      |
| 6.                 | EF Education-Nippo    | Vereinigte Staaten     | + 27 min 47 s      |
| 7.                 | Jumbo-Visma           | Niederlande            | + 29 min 44 s      |
| 8.                 | Deceuninck-Quick Step | Belgien                | + 37 min 08 s      |
| 9.                 | Bahrain Victorious    | Bahrain                | + 42 min 27 s      |
| 10.                | Groupama-FDJ          | Frankreich             | + 51 min 03 s      |

## Ausgeschiedene Fahrer
- Giacomo Nizzolo (Team Qhubeka Assos) nicht gestartet[2]
- Emanuel Buchmann (Bora-hansgrohe) aufgegeben nach Massensturz
- Jos van Emden (Jumbo-Visma) aufgegeben nach Massensturz
- Natnael Berhane (Cofidis, Solutions Crédits) aufgegeben nach Massensturz
- Ruben Guerreiro (EF Education-Nippo) aufgegeben nach Massensturz[1]